# Gendün Drub
Gendün Drub (Gyurme Rupa (nabij Sakya), 1391 - Shigatse, 15 januari 1475) werd in 1578 door Sönam Gyatso tijdens zijn ontmoeting met Altan Khan postuum benoemd tot de eerste dalai lama. De betekenis van  Gendün Drub ligt in het feit, dat hij ongeveer vijftig jaar van zijn leven vele abten van kloosters van de kadam-traditie die zou opgaan in de gelug-traditie alsmede abten van kloosters van de sakya-traditie geeft opgeleid. Voor de gelug is hij daarnaast vooral de stichter van het klooster Tashilhunpo, het eerste grote klooster van de gelug buiten de omgeving van Lhasa.

## Leven en werk
Gendün Drub kreeg bij zijn geboorte de naam Pema Dorje. Hij was afkomstig uit een familie van boeren. Zoals gebruikelijk  bij belangrijke Tibetaanse geestelijke leiders zijn er ook bij  hem verhalen over zijn al vroege religieuze interesse. Hij zou vanaf zijn vroege jeugd voortdurend bezig zijn met het aanbrengen van religieuze spreuken op stenen en rotsen. Zijn vader, Gonpo Dorje, overleed toen hij zeven jaar was en zijn moeder zond hem daarna naar het klooster Narthang. Op de leeftijd van vijftien jaar begon zijn noviciaat en nam hij de naam Gendün Drub ("hij die streeft naar volledige deugdzaamheid") aan. In 1411 ontving hij zijn volledige monnikswijding. Gendün Drub verwierf in Narthang de titel  de Alwetende vanwege zijn kennis en studie van met name de vinaya.  
Vanaf 1415 verbleef hij in het klooster Ganden in de omgeving van Lhasa waar hij kennis maakte met Tsongkhapa, de grondlegger van het gedachtegoed van de gelug-traditie. In de periode tot de dood van Tsongkhapa in 1419 werd  Gendün Drub sterk beïnvloed door het onderricht van  Tsongkhapa. Na 1419 studeerde Gendün Drub bij Sherab Sengge, die met name het onderricht van Tsongkhapa inzake de tantrische aspecten voortzette. Zij reisden ruim tien jaar gezamenlijk, bezochten kloosters van de sakya en de kadam in Tsang en onderrichtten die in de interpretatie van Tsongkhapa van de Lamrim. 
Hierna reisde  Gendün Drub naar het uiterste oosten van het Tibetaans cultuurgebied in Kham en werd in 1433 abt van het sakya-klooster Rikhu nabij Dartsedo. Dat maakt duidelijk, dat de eerste leerlingen van Tsongkhapa in deze vroege fase van ontwikkeling van de gelug zich nog nauw verwant voelden met de doctrinaire uitgangspunten van de sakya. Hun scholastische achtergrond was vrijwel geheel gebaseerd op de sakya. In dit deel van het Tibetaans cultuurgebied was ook nog geen sprake van de gepolitiseerde verhoudingen tussen de verschillende tradities die kort daarna wel in Centraal-Tibet zouden optreden. Gendün Drub transformeert het wel tot een klooster van de gelug. 
In 1438 werd onder zijn verantwoordelijkheid een aanzienlijke uitbreiding van het klooster Jang gerealiseerd. De beginnende spanningen tussen de tradities worden wel zichtbaar nadat  Gendün Drub in 1446 terugkeerde naar het westen van Tibet. In 1447 stichtte hij het klooster Tashilhunpo nabij Shigatse. Dit was een gebied dat gedomineerd werd door kloosters van de kagyü-traditie en de sakya. Het grensde direct aan gebied dat beheerst werd door de Rinpung-dynastie, patroons van de kagyü. Verschillende abten van de sakya en kagyü verzochten  Gendün Drub af te zien van zijn voornemen tot bouw van Tashilhunpo. 
De bouw van de eerste fase was omstreeks 1450 gereed. Het werd het belangrijkste klooster van de gelug na die in de omgeving van Lhasa.  Rond 1470 had het al 1500 monniken.  Gendün Drub volgde de traditie van Tsongkhapa die in Lhasa het Mönlam, het grote gebedsfestival, had geïnitieerd.  Het eerste gebedsfestival van Tashilhunpo in 1463 zou ruim tienduizend bezoekers hebben getrokken.  
De abten van Tashilhunpo werden tot in de zeventiende eeuw door de monniken van het klooster gekozen. Na de overwinning van de gelug in de burgeroorlog in die eeuw werd door de vijfde dalai lama de toenmalige abt van Tashilhunpo, Lobsang Chökyi Gyaltsen, benoemd tot de vierde pänchen lama. Vanaf dat moment werd Tashilhunpo de vaste residentie van de pänchen lama's. Teneinde hun reïncarnatielijn een wat langere legitimiteit te geven werden drie daartoe gevonden pre-incarnaties van Lobsang Chökyi Gyaltsen postuum benoemd tot de eerste, tweede en derde pänchen lama
De gelug was aanzienlijk later dan andere tradities in het Tibetaans boeddhisme met het hanteren van het instrument reïncarnatie als methode voor het organiseren en regelen van opvolging van leiderschap. De eerste keer dat de gelug daartoe overging was na de dood van Gendün Drub, toen Gendün Gyatso als zijn reïncarnatie erkend werd. 
Gendün Drub was een van de weinige dalai lama's die een omvangrijk literair oeuvre heeft nagelaten. De meeste edities van zijn Verzamelde werken hebben zes delen. Zijn verreweg belangrijkste werk is  Honderdduizend vertellingen van de vinaya, een bloemlezing van verhalen die het ideaal van het boeddhistische kloosterleven benadrukken. 
- Bibsys: 97017815
- Bibliothèque nationale de France: cb12546809w (data)
- Gemeinsame Normdatei: 118945890
- International Standard Name Identifier: 0000 0000 8090 3955
- Library of Congress Control Number: n80079448
- Bibliotheek van het Japanse parlement: 001275938
- Nationale Bibliotheek van Tsjechië: jn20010525438
- Nationale bibliotheek van Australië: 36632364
- Nationale Bibliotheek van Israël: 987010649178105171
- Nederlandse Thesaurus van Auteursnamen: 181027593
- Système universitaire de documentation: 061726028
- Trove: 848224
- Virtual International Authority File: 10645178
- WorldCat: E39PCjBt996gXCKKw9gq4wqvVy

1: Gendün Drub · 2: Gendün · 3: Sönam · 4: Yönten · 5: Ngawang Lobsang · 6: Tsangyang · (6: Yeshe) · 7: Kälsang · 8: Jampäl · 9: Lungtog · 10: Tsültrim · 11: Khädrub ·   12: Trinley · 13: Thubten · 14: Tenzin